# علي بن أسلم البكري
علي بن سالم البكري الوائلي، أو علي بن أسلم البكري في مصادر أخرى، هو من أعلام تونس في القرن التّاسع ميلادي، أي في عصر الدّولة الأغلبيّة، وهو جدّ أبي إسحاق الجبنياني. كان واليا على جبنيانة، ومؤسّس صفاقس وقاضيا عليها. عاصر الإمام سحنونا وتتلمذ على يديه.

## حياته
لم يبلغنا الشّيء الكثير حول حياة عليّ بن سالم، ولكنّنا نعلم على الأقلّ أنّه كان تلميذ الإمام سحنون بن سعيد وولده بالرّضاعة ؛ فقد أرضعته زوجة الإمام مع ولدها محمّد.
كان عليّ بن سالم البكري واسع الثّراء، فقد كانت له أملاك عديدة في جبنيانة خاصّة. كما كان قاضيا عادلا في فترة تولّيه القضاء بجهة صفاقس بين سنتي 848 م و890 م، حتّى أنّه قد تسمّى باسمه مسجد وباب في القيروان إجلالا له.

## ولايته على جبنيانة
كانت جبنيانة بلدة آهلة بالسّكّان عندما قدم العرب إلى إفريقية، والأرجح أنّ عليّا بن سالم قد وجدها على هذه الحال عندما تولّى ولايتها. وبما أنّ كلّ منطقة جنوب السّاحل كانت تخلو تماما من المدن في ذلك العصر، فسرعان ما نمت جبنيانة لتصبح أهمّ مدينة في هذه المنطقة في فترة ولاية عليّ بن سالم الذي أسّس بها نواة لمدينة عربيّة. وقد عرفت ازدهارا في عصره ومن بعده في القرنين الثالث والرابع للهجرة.

## تأسيس صفاقس
كان علي بن سالم واليا على جبنيانة في فترة حكم الأمير محمد بن الأغلب، وقد أمره هذا الأخير بتخطيط مدينة صفاقس وبنائها، ولم يكن في موقع المدينة يومئذ سوى قصر صفاقس (وهو برج القصبة اليوم) وتجمّع سكّانيّ صغير. وقد كان قصر صفاقس يتوسّط سلسلة من أبراج الدّفاع والمراقبة المقامة على طول ساحل صفاقس الحالي.
وتبعا لذلك، قام علي بن سالم ببناء سور بالطّوب والطّين طوله 600م وعرضه 400م، وجعل الحصن القديم في أحد أركانه، فكان ذلك سور مدينة صفاقس الّذي أحاط بالتّجمّع السّكّاني الّذي كان موجودا بالمنطقة. كما بنى بنفس الموادّ جامعا في مركز المدينة الوليدة، هو الجامع الكبير بصفاقس، وقد تمّ كلّ ذلك في سنة 849 م.
وقد تمّ تجديد كلّ من السّور والجامع بعد ذلك بحوالي عشر سنين في عهد الأمير أبي إبراهيم أحمد بن الأغلب، وبناؤهما بالكلس عوض الطّوب.